# Lundby och Rogstorp
Lundby och Rogstorp – miejscowość (tätort) w Szwecji, w regionie administracyjnym (län) Västra Götaland, w gminie Kungälv.
Według danych Szwedzkiego Urzędu Statystycznego liczba ludności wyniosła: 203 (31 grudnia 2015), 265 (31 grudnia 2018) i 268 (31 grudnia 2019).